# Overburning
L'overburning è una tecnica informatica utilizzata per superare il limite massimo di memorizzazione di un supporto ottico masterizzabile (posto a 74 minuti o a 80 minuti) per riuscire a scrivere 2/3 minuti in più sul supporto ottico (portando così la capacità del singolo CD vergine a circa 77 minuti, o nel caso dei CD da 80 minuti a circa 83 minuti).
L'overburn avviene dando istruzioni al software di masterizzazione affinché ignori quello che viene considerato per lui il limite fisico del CD, e quindi continuare a scrivere senza interrompersi neppure all'esaurirsi dello spazio materiale sul supporto.
In questo modo viene sfruttata anche tutta la parte esterna del CD, dove invece dovrebbe esserci un margine di sicurezza non inciso (la classica banda laterale più chiara visibile a occhio nudo).
Il rischio è comunque quello di andare troppo oltre e ottenere un CD difettoso, anche se in alcuni casi il supporto ottico rimane leggibile.
Se si fa la proporzione 80/83 = 700/x si suppone che un CD da 700 MB possa essere spinto fino a 726.25 MB.
Esistono in commercio dei CD da 90 minuti con una capienza di circa 800 MB, questi CD vengono letti dai masterizzatori comuni come normali CD da 80 minuti, ciononostante con la tecnica dell'overburning possono essere riempiti fino a un massimo di 94 minuti circa.